# Pale Communion
Pale Communion ist das elfte Studioalbum der schwedischen Progressive-Metal-Band Opeth, welches am 25. August 2014 bei Roadrunner Records erschien. Mit dem dritten Platz in den deutschen Albumcharts war es die bis dahin kommerziell erfolgreichste Veröffentlichung der Gruppe in Deutschland.

## Musikalischer Stil
Die sich bereits auf Watershed (2008) abzeichnende und auf Heritage (2011) vollzogene Stiländerung zugunsten retrospektiver Progressive-Rock-Elemente, einhergehend mit dem Verzicht auf charakteristische Death- bzw. Black Metal-Stilmittel, deren Kombination stets die musikalische Wegrichtung Opeths bezeichnete, wird auf Pale Communion konsequent weiter fortgeführt. Mikael Åkerfeldt ist der Autor sämtlicher Titel und fungierte ebenfalls als Produzent. Die Abmischung übernahm abermals Steven Wilson.
Der eröffnende Titel Eternal Rains Will Come exemplifiziert mit jazzorientierten Schlagzeugfiguren und mehrstimmigen Gesangslinien zwei markante Elemente des Albums, auf dem gleichfalls der Klang der Hammond-Orgel dominiert. Abermals wird auf dem gesamten Album gleichsam zu Heritage und Damnation, welches bereits 2003 veröffentlicht wurde, auf Growls verzichtet.
Wie der Titel Slither auf dem Vorgängeralbum eine willentlich musikalische Reminiszenz an die Band Rainbow für sich einnahm, ehren Opeth hier mit dem Titel Goblin den Stil der italienischen Progressive-Rock-Gruppe Goblin. Der Titel markiert das einzig rein instrumentale Stück des Albums.
Durch seinen diametralen Bruch von einem Country- bzw. Folkmusik orientierten Ursprung hin zu weitestgehend instrumentalen, von härteren Gitarrenriffs geprägten Songstrukturen, die mit diversen Soloeinlagen von Gitarre und Tasteninstrumenten traversiert sind, stellt das Stück River ein innovatives Novum von Pale Communion dar.
Der Einsatz eines Streichorchesters in Faith in Others und Voice of Treason rundet die Menge an exzeptionellen Momenten des Albums ab.
Die lediglich als Download erhältlichen Bonustitel Solitude (Black Sabbath) und Var Kommer Barnen In (Hansson de Wolfe United) wurden im April 2012 bei einem Konzert in Stockholm mitgeschnitten.
Das Album wurde durch die Gruppe bereits vor der offiziellen Veröffentlichung vorab in voller Länge im Internet bereitgestellt.

## Titelliste
Alle Stücke wurden von Mikael Åkerfeldt geschrieben, sofern nicht anders angegeben.
1. Eternal Rains Will Come – 6:43
2. Cusp of Eternity – 5:36
3. Moon Above, Sun Below – 10:53
4. Elysian Woes – 4:48
5. Goblin – 4:34
6. River – 7:33
7. Voice of Treason – 8:00
8. Faith in Others – 7:41

### Bonustracks
1. Solitude (live) (Tony Iommi, Geezer Butler, Bill Ward, Ozzy Osbourne) – 5:59
2. Var Kommer Barnen In (live) (Lorne de Wolfe, Dick Hansson) – 5:52

## Live
Auf der im Jahr 2014 gestarteten Pale Communion Tour wurden die Titel Eternal Rains Will Come, Cusp Of Eternity und Elysian Woes dargeboten. Am 19. September wurde der Titel Voice Of Treason in Plowdiw, Bulgarien mit Orchesterbegleitung zum ersten Mal live gespielt.

## Artwork
Das Konzept der Covergestaltung stammt von Mikael Åkerfeldt und wurde durch den amerikanischen Grafiker Travis Smith realisiert. Trotz der frappierenden Ähnlichkeit des Covers zu dem 1971 erschienenen Live-Album Pictures at an Exhibition der Gruppe Emerson, Lake and Palmer ist ein Verweis dazu von Pale Communion nicht beabsichtigt.

## Chartplatzierungen
| ChartsChartplatzierungen       | Höchstplatzierung | Wochen |
| ------------------------------ | ----------------- | ------ |
| Deutschland (GfK)              | 3 (3 Wo.)         | 3      |
| Österreich (Ö3)                | 11 (3 Wo.)        | 3      |
| Schweden (GLF)                 | 3 (3 Wo.)         | 3      |
| Schweiz (IFPI)                 | 24 (2 Wo.)        | 2      |
| Vereinigte Staaten (Billboard) | 19 (1 Wo.)        | 1      |
| Vereinigtes Königreich (OCC)   | 14 (2 Wo.)        | 2      |